# Anioł zemsty (film 2007)
Anioł zemsty (ang. Avenging Angel) – amerykański western z 2007 roku w reżyserii Davida S. Cassa Sr.

## Opis fabuły
XIX wiek. Po trzech latach tułaczki były kaznodzieja (Kevin Sorbo), a obecnie łowca nagród wraca w rodzinne strony. Odkrywa, że władzę w miasteczku wciąż sprawują pułkownik Cusack (Wings Hauser) oraz szeryf Quinn (Nick Chinlund), odpowiedzialni za śmierć jego żony i córki. Terroryzują oni kolejnych osadników. Przybysz staje z nimi do walki.

## Obsada
- Kevin Sorbo jako Pastor
- Nick Chinlund jako Bob Quinn
- Cynthia Watros jako Maggie
- Richard Lee Jackson jako Billy
- Wings Hauser jako pułkownik Cusack
- Joey King jako Amelia

i inni